# George Bizos
Pour les articles homonymes, voir Bizos.
George Bizos est un avocat sud-africain d'origine grecque, né le 14 novembre 1928 en Grèce et mort le 9 septembre 2020 en Afrique du Sud. Compagnon de route du congrès national africain, il a milité contre l'apartheid.

## Biographie

### Origine et jeunesse
Né en Grèce, George Bizos est le fils d'Antonios (connu pour sa famille et ses amis comme « Antoni ») Bizos, maire du petit village de Vasilitsi, au sud de Koroni et Kalamata sur la péninsule de Messine du Péloponnèse. Sa mère est une femme au foyer.
En mai 1941, durant la Seconde Guerre mondiale, George Bizos, alors âgé de treize ans, et son père aident sept soldats néo-zélandais (Don Gladding, Mick Karup, Peter Martin, John Lewis et trois autres), qui se cachaient dans les collines, à échapper à l'occupation nazie en Crète. Les soldats et leurs sauveteurs parviennent à quitter la Grèce sur un bateau de pêche, dérivant pendant trois jours, avant d'être repérés par l'équipage du destroyer britannique, le HMS Kimberley, en route pour la bataille de Crète. Après la bataille, il fut déposé avec son père à Alexandrie, en Égypte.

### L'arrivée en Afrique du Sud
George Bizos et son père se réfugient alors en Afrique du Sud. Ils débarquent à Durban puis se rendent en train jusqu'à Johannesbourg. Il débarque à la gare Braamfontein, car on craignait une manifestation de l'Ossewabrandwag (une organisation Afrikaner pro-nazie) à la gare centrale. L'Ossewabrandwag reprochait au premier ministre sud-africain, Jan Smuts, d'amener les vuilgoed (ordures) de l'Europe en Afrique du Sud. La communauté grecque locale lui permit de s'intégrer à la société sud-africaine.
Son père trouve d'abord du travail dans une usine de munitions à Pretoria, la capitale sud-africaine tandis que son fils reste chez des amis grecs de la famille à Johannesburg. Alors que les deux frères de George Bizos émigrent plus tard en Afrique du Sud, il ne revoit pas sa mère pendant plus de 20 ans, jusqu’à ce qu’elle se rende en Afrique du Sud dans les années 60. Son père meurt en 1969 dans un accident domestique, à la suite d'une explosion au gaz.
Après avoir eu du mal à apprendre l'afrikaans et l'anglais, George Bizos parvient à reprendre une scolarité normale et réussit à intégrer en 1949 la faculté de droit de l'Université du Witwatersrand, peu de temps après que le parti national arrive au pouvoir (juin 1948) .
Il déclare être devenu politiquement engagé à partir de ce moment, notamment au sein des syndicats étudiants, tandis que le parti national commence à mettre en œuvre la politique d'apartheid en Afrique du Sud.

### Carrière professionnelle et militantisme politique
George Bizos rejoint le barreau de Johannesburg en 1954.
Durant les années 1950 et 1960, il fut l’avocat d’un grand nombre de personnalités, y compris Trevor Huddleston de Sophiatown.
Lors du procès de Rivonia, en 1963-1964, il faisait partie de l'équipe qui défendit Nelson Mandela, Govan Mbeki et Walter Sisulu, des militants du congrès national africain, accusés de haute trahison. Les accusés échappèrent à la peine de mort mais furent condamnés à la prison à vie. Il est souvent dit qu’il a rédigé le célèbre discours de Mandela lors du procès. Il déclare que sa principale contribution était de conseiller l'utilisation des termes « si besoin est » apposés à la déclaration de Mandela déclarant qu'il était prêt à mourir. Bizos estime que cela a pu contribuer à éviter à Mandela la peine de mort en le présentant comme quelqu’un ne cherchant pas à mourir. Ce procès a annoncé l'arrivée d'un groupe de solides avocats des droits de l'homme, Joel Joffe, Harry Schwarz, Arthur Chaskalson et  Harold Hanson .
En 1974, il participe à la fondation d'une école hellénique racialement intégrée.
Bizos a été l'avocat des plaignants lors de nombreuses enquêtes relatives au décès de personnes en détention. En 1977, il est l'avocat de la famille de Steve Biko puis (plus tard en 1993) celui de la famille de Chris Hani.
Membre éminent du barreau de Johannesburg, il est aussi membre du Conseil national des avocats pour les droits de l'homme, qu'il a contribué à fonder en 1979. Il est avocat-conseil au Centre de ressources juridiques de Johannesburg dans le contentieux Unité constitutionnelle. Il a siégé en tant que juge à la Cour d’appel du Botswana de 1985 à 1993.
Durant des années, il est l'avocat de Winnie Madikizela-Mandela. Il la défend notamment quand elle fait face, avec ses gardes du corps, à des accusations d'enlèvement et de meurtre à son domicile.
En 1986, il est l'émissaire confidentiel de Nelson Mandela chargé d'informer les membres exilés de l'ANC que des négociations secrètes ont été entamées avec des émissaires du gouvernement sud-africain.
En 1990, Bizos devient membre du Comité juridique et constitutionnel du Congrès national africain (ANC) et membre de la Convention pour une Afrique du Sud démocratique (CODESA), où il est conseiller auprès des équipes de négociation et participe à l'élaboration de la Constitution intérimaire de 1993.
Il participe à la rédaction du projet de loi sur la vérité et la réconciliation et à la rédaction des amendements à la loi sur les procédures pénales, pour l'aligner sur le chapitre 3 de la constitution, garantissant les droits humains fondamentaux à tous les citoyens sud-africains.
Dans les audiences de la Vérité et réconciliation de 1995 à 1997, il était le chef de l'équipe qui s’est opposé aux demandes d'amnistie au nom des familles de Steve Biko, Chris Hani, Matthew Goniwe, Calata, Mkonto, Mhlauli, Slovo et les familles Schoon.
Il a été nommé par le président Nelson Mandela à la Commission des services judiciaires, qui avait pour but de recommander des candidats pour la nomination des juges et proposer des réformes du système judiciaire en vue d’effacer l’héritage législatif de l'apartheid. Bizos a été le leader de l'équipe pour le gouvernement sud-africain pour faire valoir que la peine de mort était inconstitutionnelle, et l'avocat de l'Assemblée nationale dans la certification de la Constitution par la Cour constitutionnelle.
En 2003, il est l'avocat de Morgan Tsvangirai, chef du principal parti d'opposition du Zimbabwe, qu'il parvient à faire acquitter des accusations de trahison contre le président Robert Mugabe.
En 2005, George Bizos a été conseiller juridique de Nelson Mandela dans un litige avec l'ancien avocat de Nelson Mandela, Ismail Ayob.
En 2012, il est l'avocat des familles des 34 mineurs tués par la police sud-africaine à Marikana.

### Mort
George Bizos meurt le 9 septembre 2020, âgé de 91 ans.

### Vie privée
Marié à une compatriote grecque, Arethe Daflos, ils ont eu trois fils.

## Distinctions
- Docteur honoris causa de l'université du Cap le 17 mars 2008[4].